# Alice's Restaurant
Alice's Restaurant är ett album från 1967 av Arlo Guthrie.

## Låtlista
Alla låtar skrivna av Arlo Guthrie.
1. "Alice's Restaurant Massacree" - 18:20
2. "Chilling of the Evening" - 3:01
3. "Ring-Around-a-Rosy Rag" - 2:10
4. "Now and Then" - 2:15
5. "I'm Going Home" - 3:12
6. "The Motorcycle Song" - 2:58
7. "Highway in the Wind" - 2:40

## Medverkande
- Arlo Guthrie - sång, gitarr
- Al Brown - Assisterande producent